# Марцинкевич, Казимеж
Кази́меж Марцинке́вич (пол. Kazimierz Marcinkiewicz; род. 20 декабря 1959, Гожув-Велькопольски, Любушское воеводство, Польша) — польский политик, в 2005—2006 годах премьер-министр в правительстве партии «Право и справедливость», членом которой он является.

## Биография
По образованию физик. Образование получил во Вроцлавском университете и Университете Адама Мицкевича (Познань). Работал учителем в Гожуве-Велькопольском. Участвовал в «Солидарности».
Был вице-министром образования, депутатом парламента.
Когда после победы партии «Право и справедливость» на парламентских выборах 2005 года премьером был неожиданно назначен Марцинкевич, а не лидер «ПиС» и брат президента Ярослав Качиньский, оппонент «ПиС» Марек Боровский расшифровал популярное в Польше сокращение TKM («теперь, б…, мы») как «Teraz Kolega Marcinkiewicz» («теперь коллега Марцинкевич»).
В 2006 году баллотировался на пост мэра Варшавы, во втором туре проиграл Ханне Гронкевич-Вальц.
Является дальним родственником Максиму Марцинкевичу, русскому националисту частично польского происхождения и блогеру. 